# Milichiella lacteipennis
Milichiella lacteipennis är en tvåvingeart som först beskrevs av Friedrich Hermann Loew 1866.  Milichiella lacteipennis ingår i släktet Milichiella och familjen sprickflugor. Inga underarter finns listade i Catalogue of Life. Arten finns på Japan och anses vara en invasiv art. 